# Wiped Out!
Wiped Out! é o segundo álbum de estúdio da banda americana de rock alternativo The Neighbourhood. O álbum foi lançado em 30 de outubro de 2015 pela gravadora Columbia Records. O videoclipe do single "R.I.P. 2 My Youth" conta com mais de 15 milhões de visualizações no YouTube.

## Recepção da crítica
| Críticas profissionais | Críticas profissionais |
| Pontuações agregadas   | Pontuações agregadas   |
| Fonte                  | Avaliação              |
| ---------------------- | ---------------------- |
| Metacritic             | 53/100                 |
| Avaliações da crítica  |                        |
| Fonte                  | Avaliação              |
| AllMusic               | 3.0 de 5 estrelas.     |
| Exclaim!               | 7/10                   |
| Billboard              | 3.0 de 5 estrelas.     |
| Rolling Stone          | 3.5 de 5 estrelas.     |
| DIY                    | 3.0 de 5 estrelas.     |
| Uncut                  | 2.5 de 5 estrelas.     |
| Mojo                   | 5 de 3.0 estrelas.     |

De modo geral, o álbum recebeu críticas mistas em relação à sua qualidade. Ryan B. Patrick, da publicação Exclaim!, chamou o álbum de "um esforço polido, mas que atinge os diferentes níveis de satisfação do público." Natasha West, da revista DIY, disse que "Wiped Out! entrega uma mensagem de coração partido, esperança e de profunda honestidade. Portanto, tem uma mistura sucessiva de pop, rock e hip hop e, pelo visto, parece que finalmente encontraram o som de sua banda." Uma publicação da revista Mojo Magazine afirmou que "o quinteto de Las Vegas ainda soam como garotos de 16 anos... Musicalmente, no entanto, sua mistura de pop com R&B é mais refinada e profunda." Matt Collar, do AllMusic, disse que "as canções "Cry Baby", "Daddy Issues e "Greetings from Califournia" contrabalançam o downtempo com melodias cativantes, batidas rápidas e dançantes."
A revista Billboard, por meio do crítico Kenneth Partridge, escreveu que "o estilo sutil do álbum mantem uma sensação de "crepúsculo", mas o R&B tende a ser mais nebuloso do que o rock." David Turner, da Rolling Stone, compreende que "a cordialidade de "Sweater Weather" e o resto da discografia da banda foram realocadas um cool mais ponderado." A revista Uncut publicou que o álbum é simplesmente "um vácuo estilizado e conceitual."

## Faixas
| N.º            | Título                          | Duração |  |
| 1.             | "A Moment of Silence"           | 0:30    |  |
| 2.             | "Prey"                          | 4:47    |  |
| 3.             | "Cry Baby"                      | 3:56    |  |
| 4.             | "Wiped Out!"                    | 6:15    |  |
| 5.             | "The Beach"                     | 4:17    |  |
| 6.             | "Daddy Issues"                  | 4:20    |  |
| 7.             | "Baby Came Home 2 / Valentines" | 6:35    |  |
| 8.             | "Greetings from Califournia"    | 3:50    |  |
| 9.             | "Ferrari"                       | 3:03    |  |
| 10.            | "Single"                        | 4:20    |  |
| 11.            | "R.I.P. 2 My Youth"             | 3:27    |  |
| Duração total: | Duração total:                  | 45:17   |  |

## Charts
| Chart (2015)                            | Posição |
| --------------------------------------- | ------- |
| Estados Unidos (Top Alternative Albums) | 1       |
| Estados Unidos (Top Rock Albums)        | 2       |
| Canadá (Billboard)                      | 15      |